# Риводутрі
Риводутрі (італ. Rivodutri) — муніципалітет в Італії, у регіоні Лаціо,  провінція Рієті.
Риводутрі розташоване на відстані близько 80 км на північний схід від Рима, 14 км на північ від Рієті.
Населення — 1275 осіб (2014).

## Демографія
Населення за роками:

Станом на 1 січня 2023 року в муніципалітеті офіційно проживали 93 іноземці з 23 країн, серед них 13 громадян країн Євросоюзу та 3 громадяни України.

## Сусідні муніципалітети
- Коллі-суль-Веліно
- Леонесса
- Морро-Реатіно
- Поджо-Бустоне
- Поліно
- Рієті